# Kirpicznyj Zawod (obwód wołogodzki)
Kirpicznyj Zawod (ros. Кирпичный Завод) – wieś w Rosji, w rejonie grazowieckim obwodu wołogodzkiego. W 2010 r. liczyła 7 mieszkańców.